# Buengas
Buengas (fins 1975 Nova Esperança) és un municipi de la província de Uíge. Té una extensió de 2.875 km² i 58.353 habitants. Comprèn les comunes de Cuilo Cambozo, Nova Espença (ex Buenga Norte) i Quimbianda (Buenga Sul).
Limita al nord amb el municipi de Maquela de Zombo, a l'est amb els de Quimbele i Milunga; al sud amb el de Sanza Pombo; i a l'oest amb Damba.